# Bom Dia, Verônica
Bom Dia, Verônica é uma série de televisão brasileira que estreou em 1º de outubro de 2020 na Netflix. Baseada no romance homônimo de Ilana Casoy e Raphael Montes (que escreveram sob o pseudônimo Andrea Killmore), a série conta com um roteiro adaptado por Casoy e Montes, e é dirigida por José Henrique Fonseca. A primeira temporada conta com Tainá Müller, Eduardo Moscovis e Camila Morgado nos papéis principais. A segunda temporada estreou em 3 de agosto de 2022, e conta com Müller, Reynaldo Gianecchini e Klara Castanho nos papéis principais. A terceira e última temporada estreou em 14 de fevereiro de 2024 na Netflix, sendo marcada pela entrada de Rodrigo Santoro e Maitê Proença ao elenco principal.

## Premissa

### 1.ª Temporada (2020)
Verônica Torres é uma escrivã de polícia que trabalha em uma delegacia de homicídios em São Paulo. Casada e com dois filhos, sua rotina acaba sendo interrompida quando testemunha o chocante suicídio de uma jovem mulher. Na mesma semana, ela recebe uma ligação anônima de uma mulher pedindo ajuda desesperadamente.

### 2.ª Temporada (2022)
Dada como morta, Verônica tenta desvendar os mistérios da seita religiosa que promove abuso e corrupção no governo. Ao entrar na investigação a escrivã se envolve numa teia de dramas familiares envolvendo Matias, sob a fachada de um pastor que abusa sexualmente e psicologicamente de mulheres que buscam cura espiritual. Suas vítimas incluem a filha Ângela e a esposa Gisele. 

### 3.ª Temporada (2024)
Na busca pelo terceiro irmão, Verônica empreende uma investigação no orfanato onde Brandão e Matias passaram a infância. Em uma pequena cidade, ela se depara com Jerônimo, um rico criador de cavalos, e sua mãe, Diana, uma mulher bela e enigmática com segredos sombrios sobre o passado local. Contudo, quando a família de Verônica é ameaçada por uma máfia, ela se vê obrigada a agir com rapidez. Sem alternativas, ela arrisca tudo em uma perigosa caçada, na qual sua própria vida pode estar em jogo.

## Elenco
| Ator/Atriz           | Personagem                           | Temporada | Temporada | Temporada |   |
| Ator/Atriz           | Personagem                           | 1 2020    | 2 2022    | 3 2024    |   |
| -------------------- | ------------------------------------ | --------- | --------- | --------- | - |
| Tainá Müller         | Verônica Torres (Verô) / Janete Cruz |           |           |           |   |
| Camila Morgado       | Janete Cruz                          |           | —         | —         |   |
| Eduardo Moscovis     | Cláudio Antunes Brandão              |           | —         | —         |   |
| Antônio Grassi       | Wilson Carvana                       |           | —         | —         |   |
| Elisa Volpatto       | Anita Berlinger                      |           |           | —         | — |
| Sílvio Guindane      | Nelson Moralles                      |           |           | —         | — |
| Reynaldo Gianecchini | Matias Cordeiro                      | —         |           |           |   |
| Klara Castanho       | Ângela Cordeiro                      | —         |           |           |   |
| Camila Márdila       | Gisele Cordeiro                      | —         |           |           |   |
| Ester Dias           | Glória Volpi                         | —         |           |           |   |
| Rodrigo Santoro      | Jerônimo Soares                      | —         | —         |           |   |
| Maitê Proença        | Diana                                | —         | —         |           |   |
| Adriano Garib        | Victor Prata                         |           |           |           |   |
| César Mello          | Paulo Torres                         |           |           |           |   |
| DJ Amorim            | Rafael Torres                        |           |           |           |   |
| Alice Valverde       | Lila Torres                          |           |           |           |   |
| Cassio Pandolfi      | Júlio Torres                         |           |           | —         |   |
| Johnnas Oliva        | Lima                                 |           |           | —         |   |
| José Rubens Chachá   | Carlos Alberto                       |           |           | —         |   |
| Marina Provenzzano   | Janice Cruz                          |           |           | —         |   |
| Aline Borges         | Tânia Costa de Menezes               |           | —         | —         |   |
| Liza Del Dala        | Carol                                | —         |           |           |   |
| Isabelle Nassar      | Olga                                 | —         |           | —         |   |
| Pedro Nercessian     | Davi Prata                           | —         |           | —         |   |
| Rhaisa Batista       | Menina                               | —         | —         |           |   |
| Bella Camero         | Laís Camargo                         | —         | —         |           |   |

### Participações especiais
| Lista de participações especiais | Lista de participações especiais  | Lista de participações especiais |
| 1.ª Temporada                    | 1.ª Temporada                     | 1.ª Temporada                    |
| Ator/Atriz                       | Personagem                        | Episódio                         |
| -------------------------------- | --------------------------------- | -------------------------------- |
| Julia Ianina                     | Marta Campos                      | "Bom Dia, Verônica"              |
| Charles Paraventi                | Pai da Marta                      | "Bom Dia, Verônica"              |
| Rosa Piscioneri                  | Regina                            | "Bom Dia, Verônica"              |
| Pally Siqueira                   | Deusdete "Deusa" Camargo da Silva | "Bom Dia, Verônica"              |
| Pally Siqueira                   | Deusdete "Deusa" Camargo da Silva | "Dentro da Caixa"                |
| Renan Duran                      | Lucca                             |                                  |
| Maria Luisa Sá                   | Edimara                           | "Uma Visita Inesperada"          |
| Roberta Santiago                 | Eneida Lima                       | "Ciao, Principessa"              |
| Sacha Bali                       | Gregório Duarte                   | "Ciao, Principessa"              |
| Vanja Freitas                    | Maria                             | "Ciao, Principessa"              |
| Juliana Lohmann                  | Paloma                            | "Fora da Caixa"                  |
| Raissa Xavier                    | Jéssica                           | "Fora da Caixa"                  |
| Juliana Lohmann                  | Paloma                            | "A Gaiola"                       |
| Araci Breckenfeld                | Enfermeira                        | "Voa, Passarinha"                |
| Rosa Marya Colin                 | Dona Rosa                         | "Voa, Passarinha"                |
| Lucélia Pontes                   | Cícera                            | "Voa, Passarinha"                |
| Vanja Freitas                    | Maria                             | "Voa, Passarinha"                |
| Sacha Bali                       | Gregório Duarte                   | "A mulher que sabia demais"      |
| Jeferson Rodrigues               | Cliente do restaurante            | "A mulher que sabia demais"      |
| 2.ª Temporada                    |                                   |                                  |
| Ator/Atriz                       | Personagem                        | Episódio                         |
| Juliana Didone                   | Mônica                            | "Perdas e ganhos"                |
| Elisa Brites                     | Jornalista                        | "Perdas e ganhos"                |
| Tatiana Tiburcio                 | Antônia                           | "Perdas e ganhos"                |
| Pedro Caetano                    | Juiz Pedro Rossi                  | "Perdas e ganhos"                |
| Elisa Telles                     | Julia                             | "Perdas e ganhos"                |
| Juliana Didone                   | Mônica                            | "Lobo em pele de cordeiro"       |
| Gabriela Correa                  | Lucia                             | "Lobo em pele de cordeiro"       |
| Rui Resende                      | Seu Tomé                          | "Lobo em pele de cordeiro"       |
| Julia Lindenberg                 | Hilda                             | "Entre o céu e o inferno"        |
| Tatiana Tiburcio                 | Antônia                           | "Entre o céu e o inferno"        |
| Gabriela Correa                  | Lucia                             | "Entre o céu e o inferno"        |
| Elisa Telles                     | Julia                             | "Entre o céu e o inferno"        |
| Elisa Telles                     | Jovem Atiradora                   | "Verdade ou consequência"        |
| Maria Padilha                    | Carmem Molina                     | "O silêncio das inocentes"       |
| Gabriela Correa                  | Lucia                             | "Doúm"                           |
| Julia Lindenberg                 | Hilda                             | "Doúm"                           |

## Episódios

### Resumo
| Temporada | Temporada | Episódios | Exibição                | Exibição                |
| Temporada | Temporada | Episódios | Estreia de temporada    | Final de temporada      |
| --------- | --------- | --------- | ----------------------- | ----------------------- |
|           | 1         | 8         | 1 de outubro de 2020    | 1 de outubro de 2020    |
|           | 2         | 6         | 3 de agosto de 2022     | 3 de agosto de 2022     |
|           | 3         | 3         | 14 de fevereiro de 2024 | 14 de fevereiro de 2024 |

### 1.ª Temporada (2020)
| N.º geral | N.º na temp. | Título                      | Dirigido por          | Escrito por                    | Exibição original    |
| --- | ------------ | --------------------------- | --------------------- | ------------------------------ | -------------------- |
| 1 | 1            | "Bom Dia, Verônica"         | José Henrique Fonseca | Raphael Montes e Ilana Casoy   | 1 de outubro de 2020 |
| Depois de presenciar um suicídio, a policial Verônica investiga a identidade e o motivo da vítima. Uma esposa aterrorizada esconde um segredo sinistro.          |              |                             |                       |                                |                      |
| 2 | 2            | "Dentro da Caixa"           | José Henrique Fonseca | Carol Garcia e Davi Kolb       | 1 de outubro de 2020 |
| Outra vítima do site de relacionamento aparece e Verônica busca pistas na deep web. Janete aproveita que o marido está fora de casa e liga para Verônica.        |              |                             |                       |                                |                      |
| 3 | 3            | "Uma Visita Inesperada"     | José Henrique Fonseca | Raphael Montes                 | 1 de outubro de 2020 |
| A irmã de Janete faz uma visita surpresa. A polícia bola um plano para encontrar o homem que vende as fotos. Verônica confere as datas de Janete.                |              |                             |                       |                                |                      |
| 4 | 4            | "Ciao, Principessa"         | José Henrique Fonseca | Gustavo Bragança               | 1 de outubro de 2020 |
| Preocupada com a irmã, Janete começa a reunir provas contra o marido. Usando uma identidade falsa, Verônica cria um perfil no site de relacionamento Amor Ideal. |              |                             |                       |                                |                      |
| 5 | 5            | "Fora da Caixa"             | José Henrique Fonseca | Ilana Casoy                    | 1 de outubro de 2020 |
| Janete é punida por não obedecer ao marido, mas continua a repassar informações para Verônica, que grava uma conversa perturbadora entre Carvana e Anita.        |              |                             |                       |                                |                      |
| 6 | 6            | "A Gaiola"                  | José Henrique Fonseca | Carol Garcia e Davi Kolb       | 1 de outubro de 2020 |
| Mesmo depois de sofrer uma emboscada, Verônica continua a seguir o carro de Brandão com a ajuda de Nelson.                                                       |              |                             |                       |                                |                      |
| 7 | 7            | "Voa, Passarinha"           | José Henrique Fonseca | Gustavo Bragança e Ilana Casoy | 1 de outubro de 2020 |
| Depois de saber sobre Tânia, Verônica vasculha o escritório de Anita e encontra uma ligação com o último caso do pai. Janete toma uma decisão drástica.          |              |                             |                       |                                |                      |
| 8 | 8            | "A mulher que sabia demais" | José Henrique Fonseca | Raphael Montes                 | 1 de outubro de 2020 |
| Verônica joga tudo para o alto e decide se vingar em nome de Tânia e Janete, cujo caderno de palavras cruzadas dá pistas sobre o local exato do sítio.           |              |                             |                       |                                |                      |

### 2.ª Temporada (2022)
| N.º geral | N.º na temp. | Título                     | Dirigido por          | Escrito por | Exibição original   |
| --- | ------------ | -------------------------- | --------------------- | ----------- | ------------------- |
| 9 | 1            | "Perdas e ganhos"          | José Henrique Fonseca | ASD         | 3 de agosto de 2022 |
| Com sede de vingança e sentindo falta da família, Verônica procura um dos membros da máfia e reencontra um antigo aliado; Anita faz uma descoberta. |              |                            |                       |             |                     |
| 10 | 2            | "Lobo em pele de cordeiro" | José Henrique Fonseca | ASD         | 3 de agosto de 2022 |
| Em busca de Doúm, Verônica investiga o novo orfanato; Ângela começa a suspeitar do trabalho de curandeiro do pai.                                   |              |                            |                       |             |                     |
| 11 | 3            | "Entre o céu e o inferno"  | José Henrique Fonseca | ASD         | 3 de agosto de 2022 |
| Uma perda súbita deixa Verônica ainda mais determinada; Anita segue pistas sobre Janete; Ângela forma uma aliança inesperada.                       |              |                            |                       |             |                     |
| 12 | 4            | "Verdade ou consequência"  | José Henrique Fonseca | ASD         | 3 de agosto de 2022 |
| Infiltrada na Cura, Verônica corre contra o tempo para impedir Matias de colocar um plano terrível em prática.                                      |              |                            |                       |             |                     |
| 13 | 5            | "O silêncio das inocentes" | José Henrique Fonseca | ASD         | 3 de agosto de 2022 |
| Uma revelação chocante deixa Verônica abalada; uma hóspede faz Ângela enxergar os abusos do pai.                                                    |              |                            |                       |             |                     |
| 14 | 6            | "Doúm"                     | José Henrique Fonseca | ASD         | 3 de agosto de 2022 |
| Matias faz de tudo para continuar no poder, mas Verônica descobre todos os crimes que ele cometeu; Gisele toma uma decisão.                         |              |                            |                       |             |                     |

### 3.ª Temporada (2024)
| N.º geral | N.º na temp. | Título                | Dirigido por | Escrito por | Exibição original       |
| --- | ------------ | --------------------- | ------------ | ----------- | ----------------------- |
| 15 | 1            | "Quem é Doúm?"        | ASD          | ASD         | 14 de fevereiro de 2024 |
| Verônica conhece Jerônimo, um criador de cavalos enigmático. Após o desaparecimento da filha dela, uma complexa teia de relações é revelada. |              |                       |              |             |                         |
| 16 | 2            | "Coração de mãe"      | ASD          | ASD         | 14 de fevereiro de 2024 |
| Verônica investiga um leilão e descobre um segredo obscuro. Ângela conhece a mãe de Jerônimo, e Matias tenta recuperar a filha.              |              |                       |              |             |                         |
| 17 | 3            | "Boa Noite, Verônica" | ASD          | ASD         | 14 de fevereiro de 2024 |
| Verônica provoca uma rebelião com consequências devastadoras após descobrir a verdade por trás dos planos de Jerônimo e Diana.               |              |                       |              |             |                         |

## Produção
O livro no qual a série é baseada despertou o interesse da Netflix no ano seguinte, quando Raphael Montes apresentou aos executivos da plataforma um livro como um dos projetos em que gostaria de trabalhar. Só em 2019 que Ilana e Raphael revelaram que são os verdadeiros autores da obra literária.
Em 10 de novembro de 2020, a Netflix anunciou a renovação da série para uma segunda temporada, que estreou em 3 de agosto de 2022.
Em 10 de março de 2023, foi anunciado que a série foi renovada para uma terceira temporada. A produção começou a ser filmada entre maio e junho do mesmo ano. De acordo com a colunista Patrícia Kogut, do jornal O Globo, a nova temporada terá apenas três episódios, afirmando que com esses três episódios previstos para a última fase, a Netflix acredita que é o suficiente para concluir a série. Em 14 de fevereiro de 2024, foi lançada sua terceira e última temporada.

## Prêmios e indicações
| Ano  | Associações                        | Categoria                                         | Recipiente(s)                   | Resultado |
| ---- | ---------------------------------- | ------------------------------------------------- | ------------------------------- | --------- |
| 2020 | Prêmio Contigo! Online             | Melhor Série                                      | Bom Dia, Verônica               | Venceu    |
| 2020 | Prêmio Contigo! Online             | Melhor Atriz de Série                             | Tainá Müller                    | Venceu    |
| 2020 | Prêmio Contigo! Online             | Melhor Ator de Série                              | Eduardo Moscovis                | Venceu    |
| 2020 | Prêmio Contigo! Online             | Melhor Atriz Coadjuvante de Novela ou Série       | Camila Morgado                  | Venceu    |
| 2020 | Melhores e Piores da TV Press      | Melhor Atriz                                      | Tainá Müller                    | Venceu    |
| 2020 | SB Awards                          | Série Brasileira Favorita                         | Bom Dia, Verônica               | Indicada  |
| 2020 | SB Awards                          | Atriz Brasileira Favorita de Série                | Camila Morgado                  | Indicada  |
| 2020 | SB Awards                          | Atriz Brasileira Favorita de Série                | Tainá Müller                    | Indicada  |
| 2020 | SB Awards                          | Ator Brasileiro Favorito de Série                 | Eduardo Moscovis                | Indicado  |
| 2020 | Prêmio Pena de Prata               | Melhor Atriz Coadjuvante em Série de Drama        | Camila Morgado                  | Venceu    |
| 2020 | Prêmio Pena de Prata               | Melhor Ator Coadjuvante em Série de Drama         | Eduardo Moscovis                | Venceu    |
| 2020 | Splash Awards                      | Melhor Lançamento Nacional                        | Bom Dia, Verônica               | Indicado  |
| 2020 | Splash Awards                      | Melhor Ator                                       | Eduardo Moscovis                | Indicado  |
| 2020 | Splash Awards                      | Melhor Atriz                                      | Camila Morgado                  | Indicado  |
| 2020 | Splash Awards                      | Melhor Atriz                                      | Tainá Müller                    | Venceu    |
| 2020 | Prêmio F5                          | Melhor Série Dramática                            | Bom Dia, Verônica               | Indicado  |
| 2020 | Prêmio F5                          | Melhor Atriz em Série Dramática                   | Camila Morgado                  | Indicado  |
| 2020 | Prêmio F5                          | Melhor Atriz em Série Dramática                   | Tainá Müller                    | Indicado  |
| 2020 | Prêmio F5                          | Melhor Ator em Série Dramática                    | Eduardo Moscovis                | Indicado  |
| 2020 | Prêmio The Brazilian Critic        | Melhor Série de Drama                             | Bom Dia, Verônica               | Venceu    |
| 2020 | Prêmio The Brazilian Critic        | Melhor Atriz em Série de Drama                    | Tainá Müller                    | Indicada  |
| 2020 | Prêmio The Brazilian Critic        | Melhor Ator Coadjuvante Série de Drama            | Eduardo Moscovis                | Venceu    |
| 2020 | Prêmio The Brazilian Critic        | Melhor Atriz Coadjuvante Série de Drama           | Camila Morgado                  | Venceu    |
| 2021 | Prêmio APCA de Televisão           | Dramaturgia                                       | Bom Dia, Verônica               | Venceu    |
| 2021 | Prêmio APCA de Televisão           | Melhor Atriz                                      | Camila Morgado                  | Venceu    |
| 2021 | Prêmio APCA de Televisão           | Melhor Ator                                       | Eduardo Moscovis                | Venceu    |
| 2021 | Melhores do Ano Minha Novela       | Melhor Série ou Minissérie                        | Bom Dia, Verônica               | Indicado  |
| 2021 | Melhores do Ano Minha Novela       | Melhor Série ou Minissérie (voto do júri)         | Bom Dia, Verônica               | Venceu    |
| 2021 | Melhores do Ano Minha Novela       | Melhor Atriz de Série ou Minissérie               | Camila Morgado                  | Indicada  |
| 2021 | Melhores do Ano Minha Novela       | Melhor Ator de Série ou Minissérie                | Eduardo Moscovis                | Indicado  |
| 2021 | Melhores do Ano Minha Novela       | Melhor Ator de Série ou Minissérie (voto do júri) | Eduardo Moscovis                | Venceu    |
| 2021 | Melhores do Ano Minha Novela       | Melhor Ator Coadjuvante                           | Silvio Guindane                 | Indicado  |
| 2021 | Melhores do Ano Minha Novela       | Melhor Ator Coadjuvante (voto do júri)            | Silvio Guindane                 | Venceu    |
| 2021 | Séries em Cena Awards              | Melhor Série Nacional                             | Bom Dia, Verônica               | Venceu    |
| 2021 | Séries em Cena Awards              | Melhor Atriz em Série Nacional                    | Tainá Müller                    | Venceu    |
| 2021 | Séries em Cena Awards              | Melhor Ator em Série Nacional                     | Eduardo Moscovis                | Indicado  |
| 2021 | World Women Heroes Awards          | Action/ Policier                                  | Tainá Müller                    | Venceu    |
| 2021 | Grande Prêmio do Cinema Brasileiro | Melhor Série Ficção (TV Paga / OTT)               | Bom Dia, Verônica               | Venceu    |
| 2022 | Septimius Awards                   | Melhor Atriz                                      | Tainá Müller                    | Indicada  |
| 2022 | Septimius Awards                   | Melhor Roteiro de Série                           | Raphael Montes e Ilana Casoy    | Indicado  |
| 2022 | Septimius Awards                   | Melhor Direção de Fotografia de Série             | Flávio Zangradi e Rodrigo Monte | Venceu    |
| 2022 | Prêmio APCA de Televisão           | Melhor Série de Drama                             | Bom Dia, Verônica               | Indicada  |
| 2024 | SEC Awards                         | Série Nacional do Ano                             | Bom dia, Verônica               | Venceu    |
| 2024 | SEC Awards                         | Melhor Atriz em Série Nacional                    | Tainá Muller                    | Indicada  |
| 2024 | SEC Awards                         | Melhor Ator em Série Nacional                     | Reynaldo Gianecchini            | Indicado  |
| 2024 | SEC Awards                         | Melhor Ator em Série Nacional                     | Rodrigo Santoro                 | Indicado  |